# Susanna Karawanskij

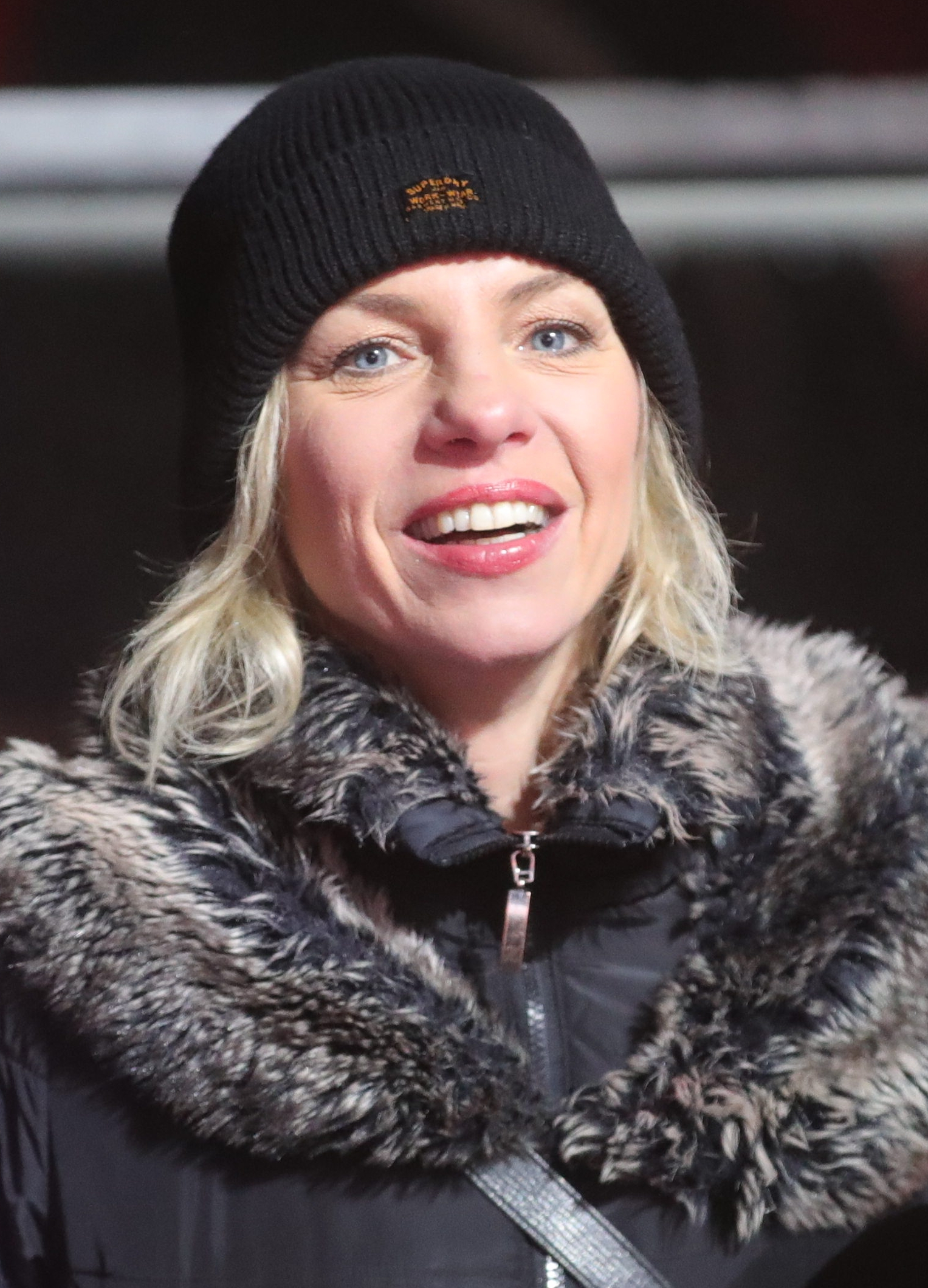
Susanna Karawanskij bei der Eröffnung der Rennrodel-Weltmeisterschaften 2023 in Oberhof

Susanna Karawanskij (* 7. Mai 1980 in Leipzig) ist eine deutsche Politikerin der Partei Die Linke und Verbandsfunktionärin. Sie war von September 2021 bis Dezember 2024 Ministerin für Infrastruktur und Landwirtschaft in Thüringen, zuvor war sie ab März 2020 Staatssekretärin im selben Ministerium. Zuvor war sie von 2018 bis 2019 Ministerin für Arbeit, Soziales, Gesundheit, Frauen und Familie des Landes Brandenburg. Von 2013 bis 2017 gehörte sie dem Deutschen Bundestag an. Seit Oktober 2020 ist sie Präsidentin der Volkssolidarität.

## Leben
Sie studierte von 1998 bis 2006 an der Universität Leipzig Politik- und Kulturwissenschaften und schloss als Magistra ab. Anschließend war sie bis 2009 Wissenschaftliche Mitarbeiterin am Institut für Politikwissenschaft der Universität Leipzig. Am 11. Dezember 2015 wurde sie in den Vorstand des Deutschen Kinderhilfswerkes gewählt. Seit Oktober 2020 ist sie Präsidentin des Volkssolidarität Bundesverbandes.
Karawanskij ist mit Stefan Hartmann verheiratet, der ebenfalls Politiker der Linkspartei ist. Sie hat eine 2015 geborene Tochter.

## Politik

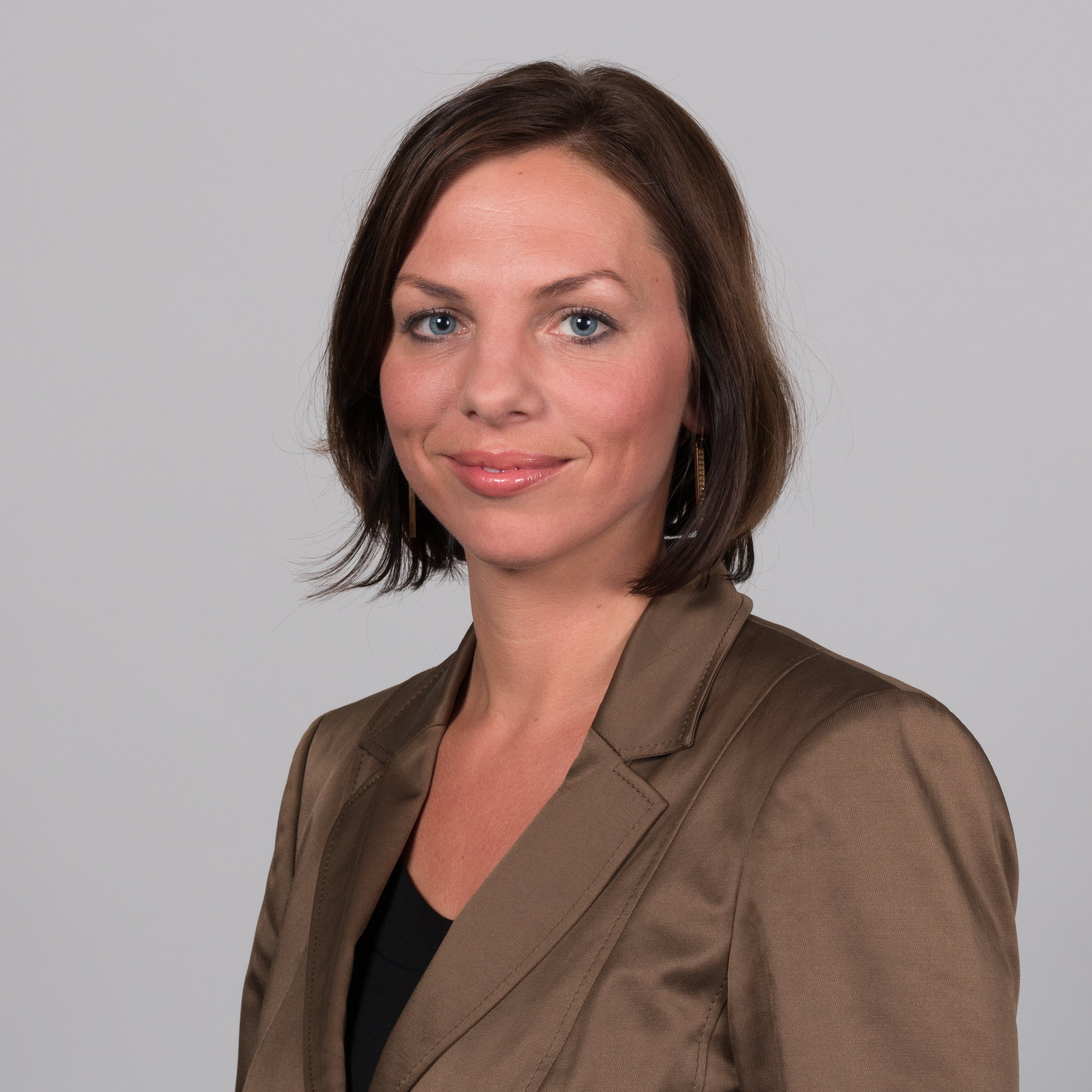
Susanna Karawanskij (2014)

Susanna Karawanskij ist seit 2008 Mitglied der Partei Die Linke und wurde noch im selben Jahr Geschäftsführerin der Kreistagsfraktion Die Linke in Nordsachsen. Sie gehörte von 2009 bis 2013 dem Landesvorstand von Die Linke Sachsen an und war von 2012 bis 2018 Vorsitzende des Kreisverbandes Nordwestsachsen ihrer Partei (entspricht dem Gebiet des Landkreises Nordsachsen). 
Bei der Bundestagswahl 2013 kandidierte sie im Wahlkreis Nordsachsen (wo sie mit 21,8 Prozent der Erststimmen auf den zweiten Platz kam) sowie auf Platz 3 der sächsischen Landesliste der Linken. Ihr gelang über die Landesliste der Einzug in den Bundestag, wo sie eine von sieben Parlamentarischen Geschäftsführern der Linksfraktion war. Sie gehörte dem Finanzausschuss des Bundestages an und war Obfrau im Unterausschuss Kommunales des Innenausschusses sowie Fraktionssprecherin für Kommunalfinanzen. Seit dem 19. September 2016 war Karawanskij die Ostbeauftragte ihrer Fraktion. Bei der Bundestagswahl 2017 kandidierte sie erneut im Wahlkreis Nordsachsen (Erststimmenergebnis: 17,2 Prozent) sowie auf Platz 7 der sächsischen Landesliste der Linken, erhielt aber kein Mandat mehr.
Am 19. September 2018 wurde Karawanskij als Nachfolgerin von Diana Golze, die im Zuge des Lunapharm-Skandals um unzureichende Krebsmedikamente von ihrem Amt zurückgetreten war, als brandenburgische Ministerin für Arbeit, Soziales, Gesundheit, Frauen und Familie im Kabinett Woidke II vereidigt. Am 20. November 2019 schied sie mit Bildung des Kabinett Woidke III aus ihrem Regierungsamt aus.
Am 4. März 2020 wurde sie zur Staatssekretärin im Thüringer Ministerium für Infrastruktur und Landwirtschaft im Kabinett Ramelow II ernannt und war für die Bereiche Wohnen, Bau und Verkehr zuständig. Am 9. September 2021 übernahm sie von Benjamin-Immanuel Hoff das Ministeramt in diesem Ministerium. Mit dem Amtsantritt des Kabinetts Voigt schied sie am 13. Dezember 2024 aus dem Ministeramt aus.

## Mitgliedschaften
- Mitglied der Rosa-Luxemburg-Stiftung Sachsen
- Mitglied im Kommunalpolitischen Forum Sachsen
- Mitglied im Institut Solidarische Moderne

## Veröffentlichungen
- Push-up im Chutor. Essay über die Ukrainische Frau, in: Esther Donat (Hrsg.): ›Nie wieder Sex‹ – Geschlechterforschung am Ende des Geschlechts, 2009, ISBN 978-3-531-16525-7, S. 135–148.